# 维塔利·尤尔钦科
| relations                 = 
| laterwork                 = 
}}
维塔利·尤尔钦科（俄语：Виталий Юрченко，1936年5月2日—），是苏联一名前克格勃高级官员。1985年8月1日，尤尔钦科在罗马通过美国大使馆叛逃到美国。美国中央情报局对其进行了一个多月的审问，但其提供的情报却全部被苏联安插在中情局的间谍截留下来。同年11月2日，尤尔钦科在美国通过苏联大使馆又逃回苏联，苏联方面并宣称是中情局绑架了他。回到苏联后，他通过了忠诚测试，得以继续为克格勃工作，直到1993年退休。
有说法指尤尔钦科两次叛逃实为克格勃的阴谋，例如美国中情局前局长罗伯特·盖茨等人就持此观点。首先，苏联对待叛逃者一向以严酷著称，尤尔钦科不可能不知道叛逃后再回国的命运，但他仍然选择回国并继续身处高位直至退休；其次，尤尔钦科在克格勃身处高位，但他向美国中情局提供的情报价值却并不高，比如他指控两名美国情报人员是克格勃间谍，但这两人早已不在一线岗位；另外，尤尔钦科宣称自己担心胃溃疡在苏联难以医治，但以苏联的医疗水平，加上个人的地位，在苏联治疗胃溃疡并非难事。有观点怀疑尤尔钦科的目的是保护克格勃潜伏在中情局的间谍奥德里奇·艾姆斯（尤尔钦科在美期间，负责与尤尔钦科对接的正是此人）。